# Eusexua
Eusexua (estilizado em letras maiúsculas) é o terceiro álbum de estúdio da cantora inglesa FKA Twigs, lançado em 24 de janeiro de 2025, pela Young e Atlantic Records. Este é seu primeiro álbum de estúdio em cinco anos, após Magdalene (2019), e seu primeiro trabalho completo em mais de três anos, desde a mixtape Caprisongs (2022).
"Eusexua" é também a faixa-título e o primeiro single do álbum, lançado em 13 de setembro de 2024. Os outros dois singles, "Perfect Stranger" e "Drums of Death", foram lançados com aproximadamente um mês de intervalo entre eles.

## Antecedentes
Em 16 de junho de 2022, Twigs lançou o single "Killer". Em 15 de março de 2023, ela apresentou uma faixa inédita em uma campanha da Calvin Klein, na qual também participou. No evento Vogue World: London, em 14 de setembro de 2023, ela fez um cover do clássico rave "It's a Fine Day" (1992), do Opus III, acompanhada no palco por membros da Rambert Dance Company e por Cara Delevingne, com quem compartilhou um beijo coreografado. Em 1º de outubro de 2023, Twigs se apresentou no desfile de Valentino durante a Paris Fashion Week. A performance, intitulada Unearth Her, incluiu faixas gravadas com seu colaborador e produtor de longa data, Koreless, para seu próximo álbum. De acordo com Alex Rigotti, da NME, as músicas apresentadas "pareciam ser influenciadas por techno vibrante e instrumentais de trance sonhadores".
Twigs iniciou as divulgações o álbum em janeiro de 2024 por meio de uma série de postagens em seu Discord. Tendo se mudado para Praga "alguns verões" antes de trabalhar em The Crow (2024), ela se apaixonou pelo techno. Embora tenha explicado que o álbum não consistiria nesse gênero, mas teria seu "espírito", ela o descreveu como "profundo, mas não triste". Ela também revelou que se juntou à dupla eletrônica Two Shell, que a ajudou a criar a nova fase do projeto após 85 de suas demos vazarem em outubro de 2023. Em uma entrevista à Vogue britânica em março de 2024, Twigs explicou o significado por trás da palavra "eusexua", dizendo que a criou para descrever a "sensação de estar tão eufórico" que alguém poderia "transcender a forma humana". Em 22 de agosto de 2024, no Jimmy Kimmel Live!, Twigs disse ao anfitrião convidado RuPaul: "Sou obcecada por culturas e subculturas alternativas. Estar em um lugar totalmente novo, onde nunca estive, aquele tipo de rave techno incrível do East Bloc, com crianças techno, eu simplesmente não consegui resistir."
North West faz uma aparição como rapper em "Childlike Things", apresentando-se em inglês e japonês.

## Lançamento e promoção
Twigs estreou o álbum "inspirado no techno" na íntegra durante uma festa de audição em Nova York, no dia 20 de agosto de 2024. O evento íntimo ocorreu no bairro Lower East Side de Manhattan, onde a cantora usava um top espartilho marrom, botas marrons e segurava uma peruca marrom. Em 31 de agosto, ela compartilhou uma foto de um pôster com a pergunta "Você já experimentou eusexua?", enquanto a faixa-título foi lançada como o single principal em 13 de setembro de 2024. O álbum está previsto para ser lançado em 24 de janeiro de 2025 e contará com 11 faixas. O videoclipe de "Eusexua", dirigido por Jordan Hemingway, foi lançado no mesmo dia em que o single. O prelúdio do vídeo apresenta uma prévia de outra faixa do álbum, "Drums of Death".
Logo após anunciar o álbum, Twigs anunciou duas novas faixas, intituladas "Room of Fools" e "Girl Feels Good", ao vivo no evento organizado pela On Running durante a London Fashion Week. Em 17 de outubro de 2024, ela lançou "Perfect Stranger" como o segundo single do álbum. O videoclipe que o acompanha foi lançado no mesmo dia; dirigido por Jordan Hemingway, contou com a participação da atriz e escritora Phoebe Waller-Bridge, do estilista Mowalola Ogunlesi e do músico Yves Tumor, entre outros. "Drums of Death" o terceiro single do álbum foi lançando no dia 14 de novembro. O instrumental foi concebido por Koreless, que também participa da música, durante um voo para Berlim, antes de sua apresentação no Berghain.
Em 6 de dezembro, Anyma lançou seu remix da música "Eusexua". No dia 28 de dezembro, Twigs se juntou a ele no palco do Sphere para apresentar o remix da música, enquanto um vídeo dela dançando era exibido na tela de LED acima. Para divulgar o álbum, a Eusexua Tour foi anunciada em 16 de janeiro de 2025. 

## Recepção
| Críticas profissionais | Críticas profissionais |
| Pontuações agregadas   | Pontuações agregadas   |
| Fonte                  | Avaliação              |
| ---------------------- | ---------------------- |
| AnyDecentMusic?        | 8.2/10                 |
| Metacritic             | 87/100                 |
| Avaliações da crítica  |                        |
| Fonte                  | Avaliação              |
| AllMusic               | [ 23 ]                 |
| Consequence            | A-                     |
| NME                    | [ 25 ]                 |
| Paste                  | 8.0/10                 |
| Pitchfork              | 9.1/10                 |
| Rolling Stone          | [ 28 ]                 |
| The Skinny             | [ 29 ]                 |
| The Quietus            | 9.0/10                 |
| The New York Times     | 8.0/10                 |

Eusexua foi amplamente aclamado pela crítica especializada. De acordo com o agregador de críticas Metacritic, o álbum recebeu “aclamação universal” que atribui com uma pontuação normalizada de 100 para avaliações de publicações profissionais, o álbum recebeu uma média ponderada de 87 de 100 com base em 22 críticas.
Revisando o álbum para o AllMusic, Heather Phares o descreveu como uma coleção de "algumas das músicas mais físicas, confessionais e empoderadoras de [FKA Twigs]" e escreveu que FKA Twigs "guiou os ouvintes por um ciclo de canções extraordinariamente honesto. As complexidades são onde sua música prospera, e Eusexua transborda delas." Rich Juzwiak, do Pitchfork, elogiou o álbum de maneira notável, chamando-o de um "momento magistral de pop star" e fazendo comparações com Ray of Light de Madonna e "You & Me" do Disclosure.

## Lista de faixas
| Lista de faixas de Eusexua (padrão) |                                                     |                                                                                                 |                                                                               |         |  |
| N.º                                 | Título                                              | Compositor(es)                                                                                  | Produtor(es)                                                                  | Duração |  |
| 1.                                  | "Eusexua"                                           | Tahliah Barnett Lewis Roberts Alexandra Drewchin Ethan P. Flynn                                 | Lewis Roberts FKA Twigs Alexandra Drewchin Sasha [a] Bapari [a] Two Shell [a] | 4:24    |  |
| 2.                                  | "Girl Feels Good"                                   | Barnett Roberts Dougie F. Mark Williams Raul Cubina Alastair O'Donnell                          | Aod FKA Twigs Felix Joseph Lewis Roberts Marius de Vries Ojivolta             | 3:56    |  |
| 3.                                  | "Perfect Stranger"                                  | Barnett Roberts Williams Mikkel S. Eriksen Cubina Tor Erik Hermansen                            | Koreless Stargate Ojivolta FKA Twigs Stuart Price [a]                         | 3:17    |  |
| 4.                                  | "Drums of Death" (com participação de Koreless)     | Barnett Tintin Freeman Roberts Kwon Ji-yong Robin L. Cho                                        | Koreless                                                                      | 3:11    |  |
| 5.                                  | "Room of Fools"                                     | Barnett Roberts De Vries                                                                        | FKA Twigs Koreless                                                            | 4:25    |  |
| 6.                                  | "Sticky"                                            | Barnett Roberts Williams Cubina Jimmy Napes                                                     | FKA Twigs Koreless Jonny Leslie [a] Joseph [a] Ojivolta [a]                   | 2:57    |  |
| 7.                                  | "Keep It, Hold It"                                  | Barnett Roberts Nico Jaar De Vries                                                              | FKA Twigs Koreless De Vries [a] Jaar [a]                                      | 4:32    |  |
| 8.                                  | "Childlike Things" (com participação de North West) | Bhasker Koreless Ojivolta Xquisite Korpse                                                       | Bhasker Koreless Ojivolta Xquisite Korpse                                     | 2:30    |  |
| 9.                                  | "Striptease"                                        | Barnett Dylan Brady Roberts De Vries Williams Cubina                                            | FKA Twigs Koreless De Vries Ojivolta Brady Joseph                             | 4:43    |  |
| 10.                                 | "24hr Dog"                                          | Barnett Flynn Roberts Williams Cubina                                                           | Koreless De Vries [a]                                                         | 4:41    |  |
| 11.                                 | "Wanderlust"                                        | Barnett Roberts Timmaz Zolleyn Emile Haynie Amanda Ghost Stuart Price Williams Cubina Ed Thomas | FKA Twigs Koreless De Vries Ojivolta Price Tic                                | 4:17    |  |
| Duração total:                      | Duração total:                                      | Duração total:                                                                                  | Duração total:                                                                | 42:58   |  |

Notas
- ↑[a]  significa um produtor adicional

Samples
- "Drums of Death" contém elementos de "One of a Kind", composto por Kwon Ji-yong e Robin L. Cho, e executada por G-Dragon.

## Equipe e colaboradores

### Músicos
- FKA Twigs – vocais
- Tic – guitarra (faixas 1, 3, 11)
- Eartheater – vocais de fundo (faixa 1)
- Aod – guitarra (faixa 3)
- TinTin – vocais de fundo (faixa 4)
- Marius de Vries – arranjo de cordas, maestro (faixas 5, 9)
- Jonny Leslie – bateria (faixa 6)
- Ben de Vries – bateria adicional (faixa 7)
- Nadine Marshall – coro, diretor de coro (faixa 7)
- J'Danah Marshall – coro (faixa 7)
- Nathan Palmer – coro (faixa 7)
- Ruth Adebiyi – coro (faixa 7)
- Ryan Carty – coro (faixa 7)
- Kelly Moran – piano (faixa 7)
- Chris Ahn – violoncelo (faixa 9)
- David Low – violoncelo (faixa 9)
- Julie Jung – violoncelo (faixa 9)
- Vanessa Freebairn-Smith – violoncelo (faixa 9)
- Clemants – programação (faixa 9)
- Ben Jacobson – violino (faixa 9)
- Christian Hebel – violino (faixa 9)
- Eric Gorfain – violino (faixa 9)
- Eugenia Choi – violino (faixa 9)
- Luanne Homzy – violino (faixa 9)
- Mark Robertson – violino (faixa 9)
- Mina Hong – violino (faixa 9)
- Radu Pieptea – violino (faixa 9)
- Ethan P. Flynn – guitarra (faixa 10)

### Técnico
- Dale Becker – masterização
- Manny Marroquin – mixagem (faixas 1, 6, 7, 10, 11)
- Jon Castelli – mixagem (faixas 2–5, 8, 9)
- Jonny Leslie – engenharia (faixas 1, 5, 8–11)
- Joseph Hartwell Jones – engenharia (faixas 1, 6, 7)
- Lewis Roberts – engenharia (faixa 4)
- Falko Duczmal – engenharia (faixa 5)
- Peter Walsh – engenharia (faixa 7)
- Noah Madrid – engenharia (faixa 8)
- Brad Lauchert – engenharia de mixagem (faixas 2–5, 8, 9)
- Katie Harvey – assistência de masterização
- Noah McCorkle – assistência de masterização
- Anthony Vilchis – assistência de mixagem (faixas 1, 6, 7, 10, 11)
- Trey Station – assistência de mixagem (faixas 1, 6, 7, 10, 11)
- Zach Pereyra – assistência de mixagem (faixas 1, 6, 7, 10, 11)

## Tabelas musicais
| Tabelas (2025)                            | Melhor posição |
| ----------------------------------------- | -------------- |
| Australian Albums (ARIA)                  | 59             |
| Áustria (Ö3 Austria Top 40)               | 20             |
| Bélgica (Ultratop Flandres)               | 16             |
| Bélgica (Ultratop Valônia)                | 22             |
| Canadá (Billboard)                        | 42             |
| Croatian International Albums (HDU)       | 11             |
| Países Baixos (Dutch Charts)              | 32             |
| Finlândia (Suomen virallinen lista)       | 34             |
| França (SNEP)                             | 67             |
| Alemanha (Offizielle Deutsche Charts)     | 37             |
| Hungria (MAHASZ)                          | 29             |
| Irlanda (Official Irish Albums)           | 28             |
| Japanese Digital Albums (Oricon)          | 44             |
| Lithuanian Albums (AGATA)                 | 36             |
| New Zealand Albums (RMNZ)                 | 21             |
| Polónia (ZPAV)                            | 52             |
| Escócia (Official Scottish Albums)        | 4              |
| Suíça (Schweizer Hitparade)               | 13             |
| Reino Unido (Official Albums Chart)       | 3              |
| Reino Unido (UK Dance Albums Chart)       | 1              |
| Reino Unido (UK Independent Albums Chart) | 1              |
| Estados Unidos (Billboard 200)            | 24             |
| Estados Unidos (Dance/Electronic Albums)  | 1              |